# Põhja-Kõrvemaa természetvédelmi terület
A Põhja-Kõrvemaa természetvédelmi terület (észt nyelven: Põhja-Kõrvemaa looduskaitseala, magyarul: Észak-Kõrvemaa) védett terület az észak-észtországi Harju megyében, mintegy 50 kilométernyire keletre a fővárostól, Tallinntól. 130,9 km²-es területével ez a harmadik legnagyobb kiterjedésű természetvédelmi terület Észtországban. Területén legfőképpen erdők, mocsarak és lápok találhatók. A természetvédelmi terület létrehozásának célja, hogy megóvják a ritka és veszélyeztetett növény- és állatfajokat és élőhelyeiket, valamint megőrizzék a tájegységre jellemző tájképet.
A Põhja-Kõrvemaa természetvédelmi terület foglalja el Kõrvemaa északi részét, amely az ország peremvidékének egy nagyobb erdős és ritkán lakott része. Északkelet-délnyugati irányban húzódik Észtországon belül Lahemaai Nemzeti Parktól a lettországi Soomáig.

## Története
A Põhja-Kõrvemaa természetvédelmi területet 1991-ben hozták létre nem sokkal azután, hogy Észtország visszanyerte függetlenségét. A szovjet időkben a területet a Szovjet Hadsereg használta kiképzési célra, ezért a vidék zárt terület volt. A gyakorlóteret 1947-ben hozták létre, területe 1953-ban elérte a 333 km²-t, amely az Észtországban található akkori gyakorlóterek közül a legnagyobb volt. Bár a hadsereg a terület mintegy 10%-án megbolygatta a természetes növénytakarót, ugyanakkor a terület többi részét sértetlenül hagyták. Mivel a vidék talajtakarója nem kedvező a mezőgazdasági haszonnövények termesztésére, ezért ez a területet mindig is gyéren lakták. Az 1950-es évek elején a népsűrűség mindössze 1 fő/km² volt, és mindössze néhány száz főt tett ki a gyakorlótér üzemeltetése miatt ott élők száma.
A Põhja-Kõrvemaa természetvédelmi területet a korábbi Aegviidu területének nyugati részén hozták létre, melyet a Pavlov Erdőterület hivatalos név mögé rejtettek. Az 1990-es években az észt hadsereg ismét érdeklődni kezdett a terület iránt. A helyi lakosság és a konzervatívok erőteljes tiltakozásai miatt azonban 2001-ben a hadsereg elvetette a terület katonai hasznosításának terveit, és inkább a volt szovjet gyakorlótér keleti részén alakították ki az észt haderő központi gyakorlóterét. A Valgejõgi folyó alkotja a természetvédelmi terület és a gyakorlótér közti természetes határt.
1997-től 2007-ig a terület tájképvédelmi terület státusszal bírt, majd 2007-ben kiterjedését 12 890 hektárról 13 086 hektárra növelték, és természetvédelmi területté nyilvánították. 2004 óta a terület az Európai Unió Natura 2000 természetvédelmi területei közé tartozik.

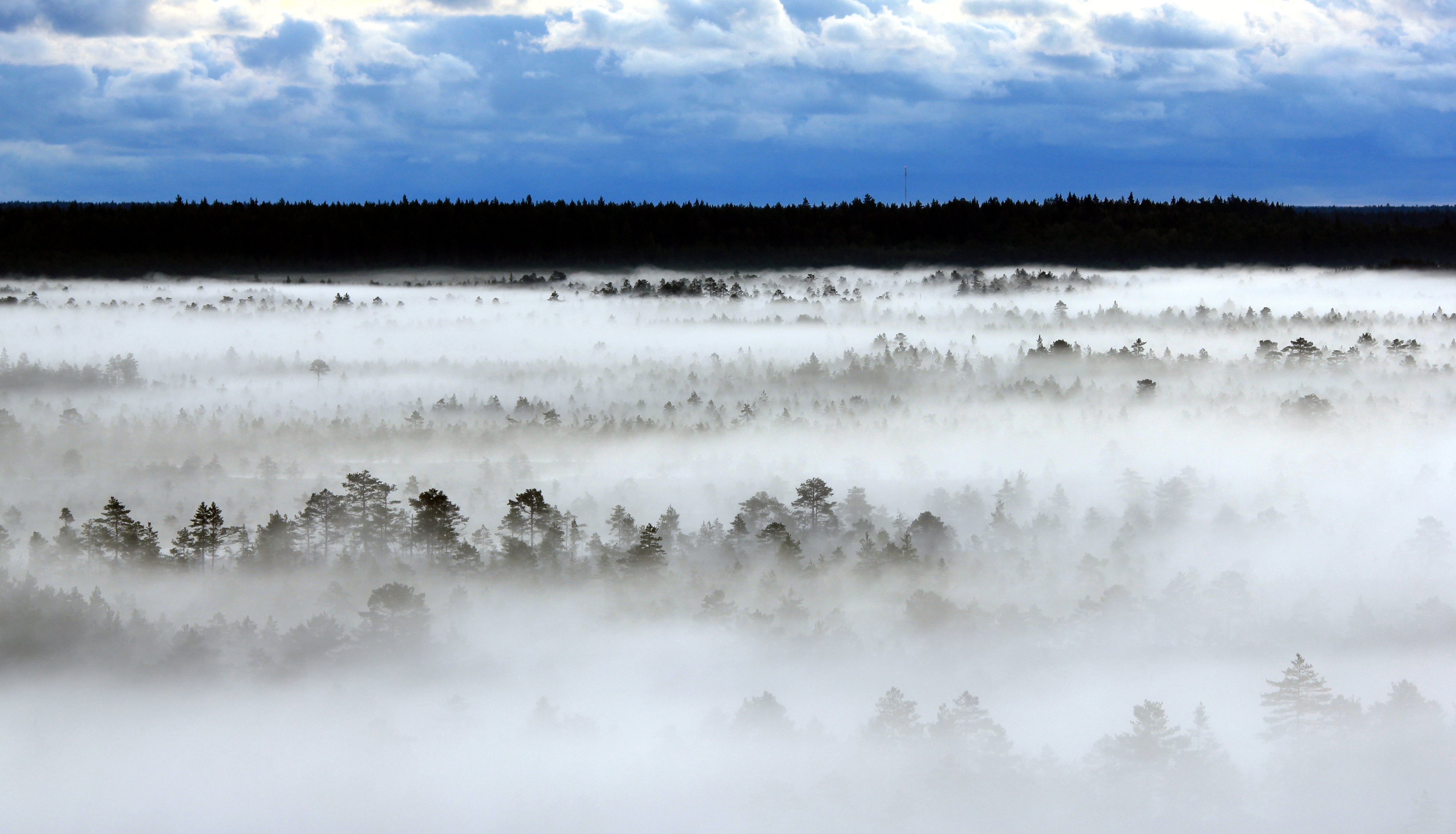
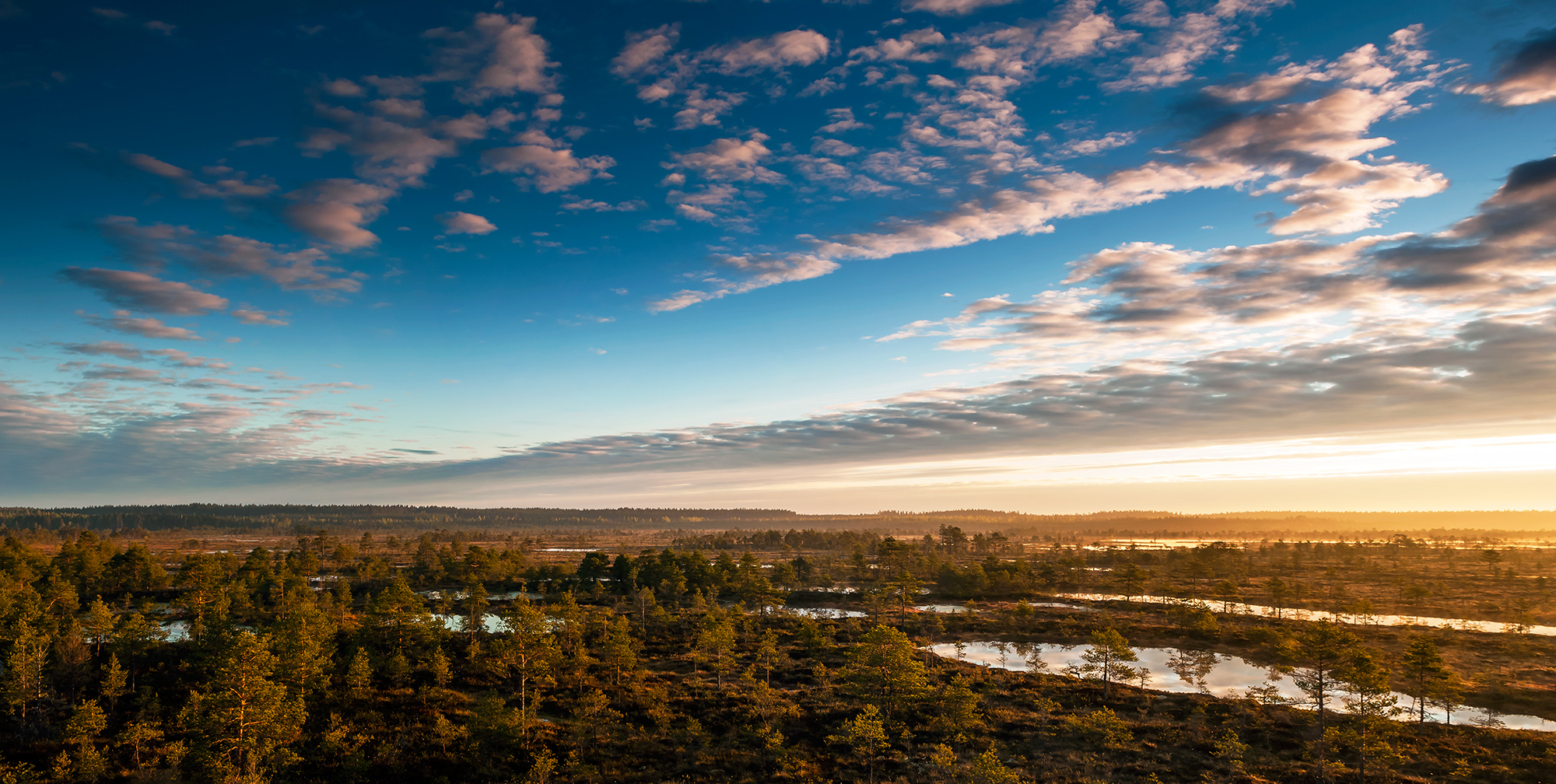
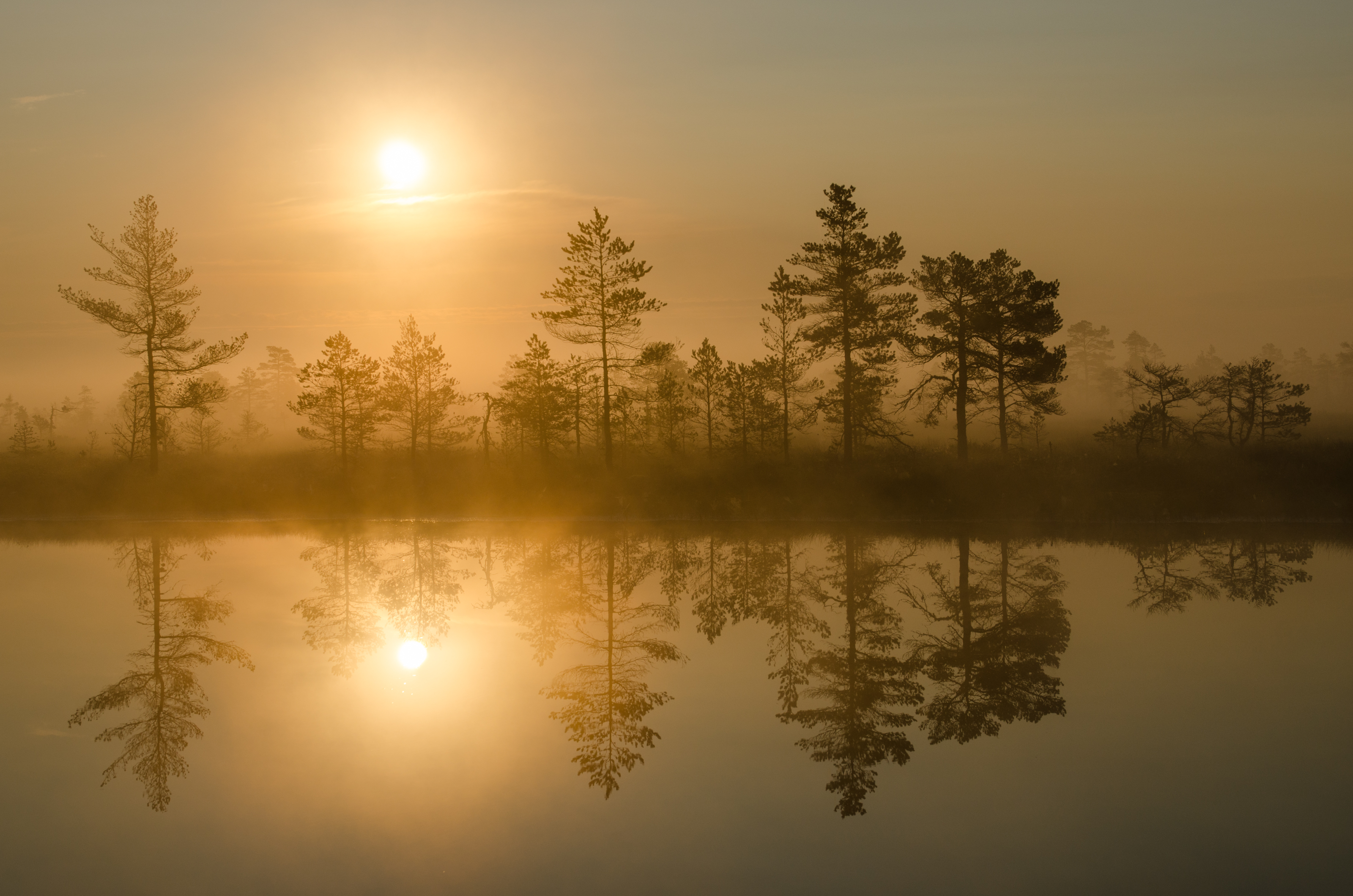
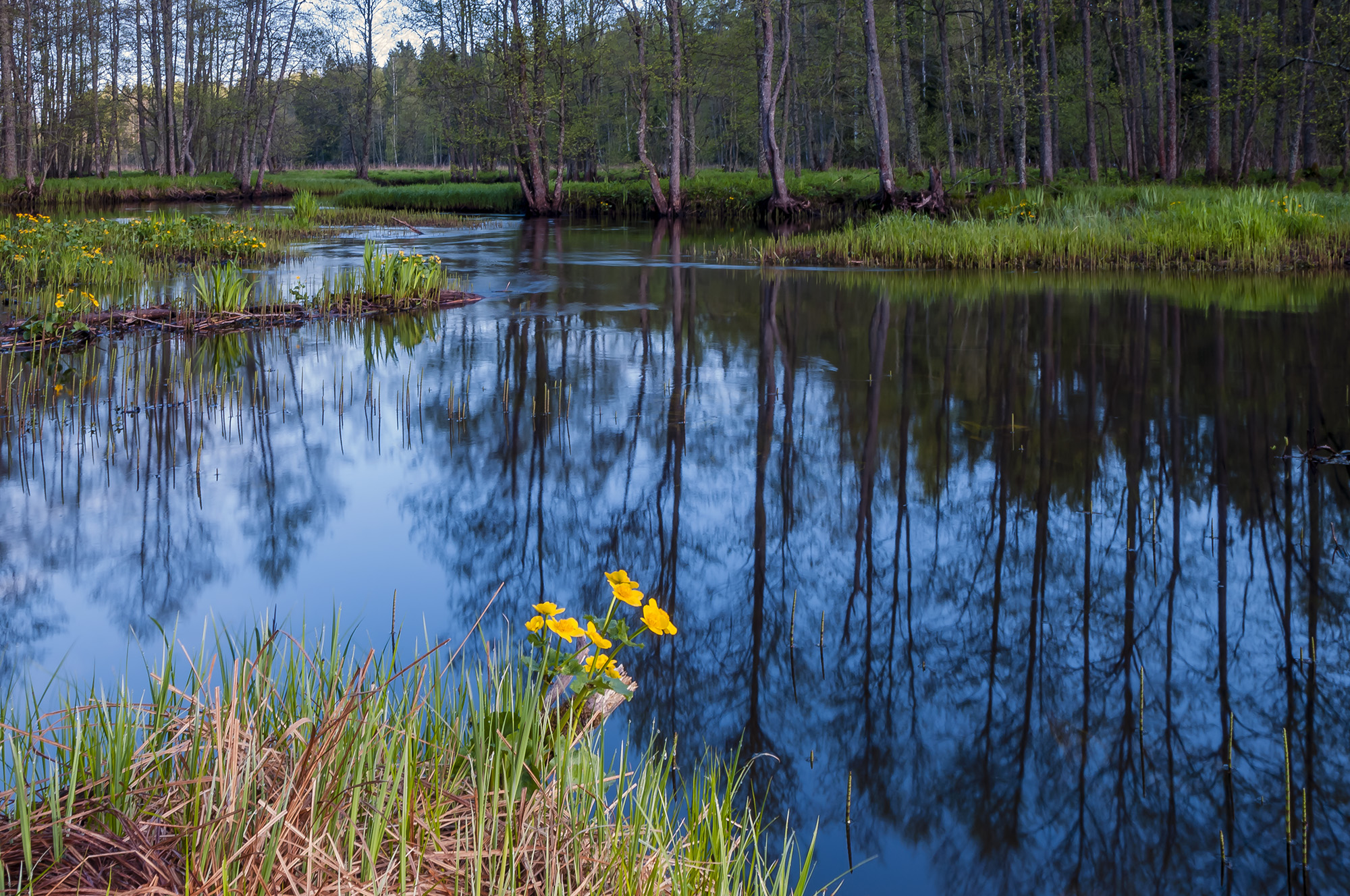
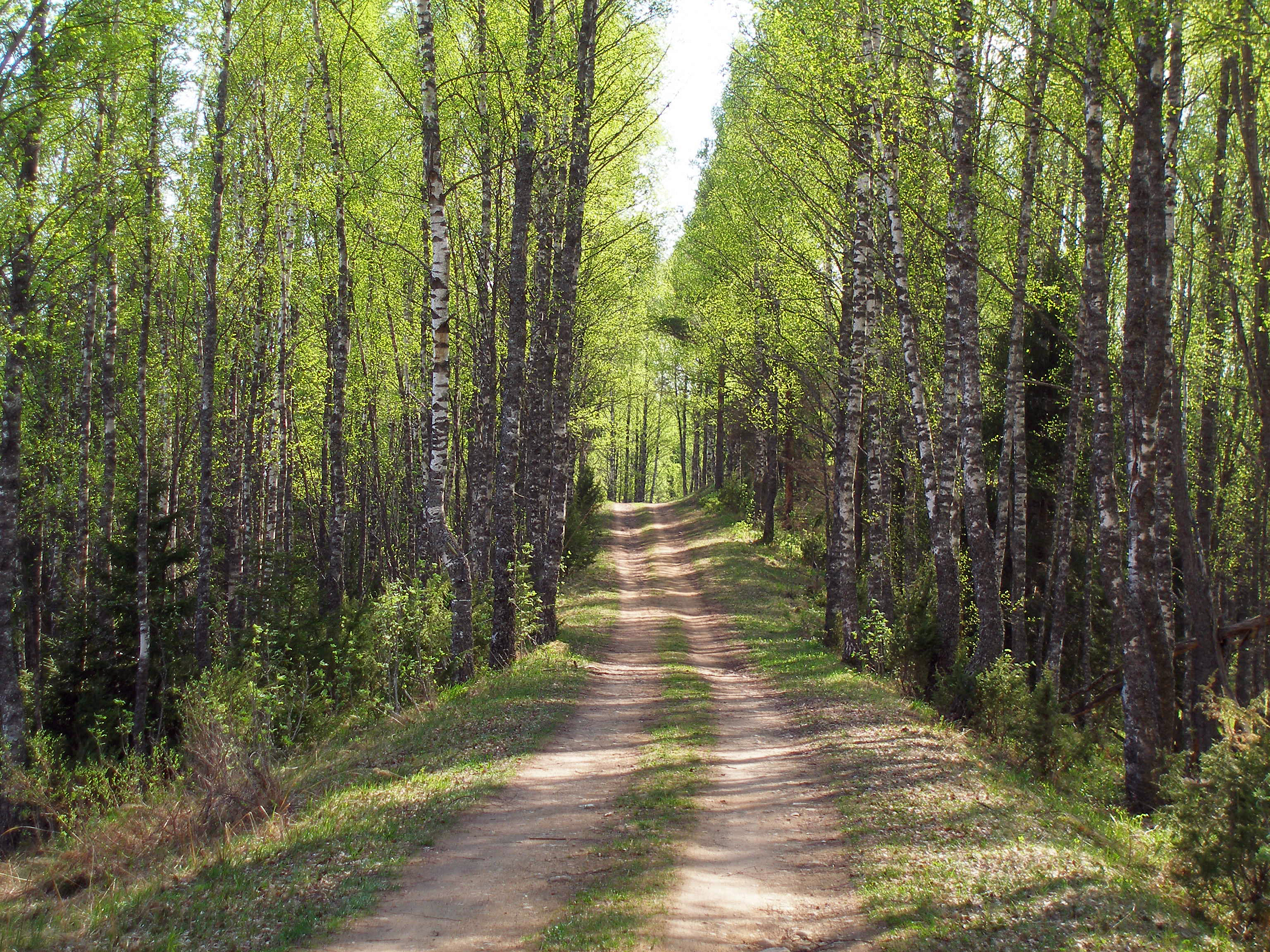
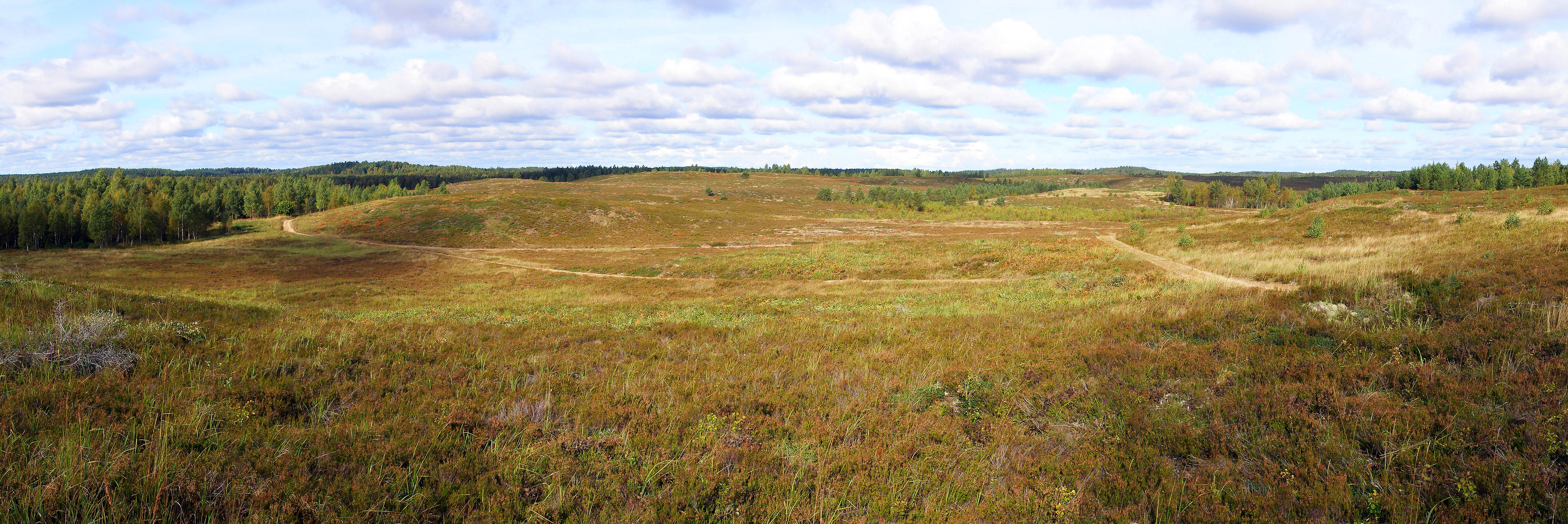

## Fordítás
- Ez a szócikk részben vagy egészben  a   Põhja-Kõrvemaa Nature Reserve című angol Wikipédia-szócikk ezen változatának fordításán alapul.  Az eredeti cikk szerkesztőit annak laptörténete sorolja fel. Ez a jelzés csupán a megfogalmazás eredetét és a szerzői jogokat jelzi, nem szolgál a cikkben szereplő információk forrásmegjelöléseként.